# The Score (film)
The Score is een film uit 2001 van regisseur Frank Oz. De hoofdrollen worden vertolkt door Robert De Niro, Edward Norton en Marlon Brando. Het was de laatste film van Brando, die in 2004 overleed.

## Verhaal
Nick Wells is een professionele crimineel. Op een dag wordt hij tijdens een opdracht bijna ontdekt en dus besluit hij te stoppen met zijn leven als gangster. Hij wil samen met zijn vriendin Diane een jazzclub openen.
Dan zoekt Max hem op. Max is een goede vriend en zakenpartner van Nick. Hij heeft een aanbod dat Nick niet kan weigeren. Een historisch belangrijke en zeer dure, Franse scepter wordt het land ingesmokkeld. De scepter wordt stevig bewaakt en bevindt zich in het Montreal Customs House. Als Nick de scepter kan stelen zal hij nooit meer geldproblemen kennen. Nick gaat akkoord en maar moet wel samenwerken met een andere vriend van Max, Jack Teller. Jack is een jonge, maar agressieve dief.

## Rolverdeling
| Acteur         | Personage   |
| -------------- | ----------- |
| Robert De Niro | Nick Wells  |
| Marlon Brando  | Max         |
| Edward Norton  | Jack Teller |
| Angela Bassett | Diane       |

## Trivia
- Robert De Niro speelde in de The Godfather: Part II Vito Corleone, die door Marlon Brando in The Godfather werd vertolkt
- Marlon Brando zat op de set iedereen te plagen. Vooral Robert De Niro was vaak een slachtoffer van de vele mopjes van Brando.
- Ben Affleck kon de rol van Jack Teller krijgen, maar weigerde.